# ندى السوداني
ندى عبد الله جاسم السوداني وهي سياسية عراقية تنتمي إلى حزب الدعوة الإسلامية.
شغلت منصب عضوة في الجمعية الوطنية الانتقالية المؤقتة عامي 2004 و2005، وكانت عضوة في لجنة العلاقات الوطنية في الجمعية.
كما انتخب عضوة في مجلس النواب العراقي في دورته الأولى عن الائتلاف العراقي الموحد وممثلة لمحافظة بغداد وشغلت منصب نائبة رئيس لجنة الأقاليم والمحافظات، ثم انتخبت عضوة في المجلس في دورته الثانية عن التحالف الوطني - ائتلاف دولة القانون وممثلة لمحافظة بغداد أيضا، وشغلت منصب عضو في اللجنة القانونية.